# Horacio Tarcus
Horacio Paglione, más conocido como Horacio Tarcus (Buenos Aires, 5 de julio de 1955) es un historiador, docente e investigador argentino especializado en la historia intelectual del socialismo y el marxismo, sobre todo en las relaciones entre el pensamiento de las izquierdas europeas y latinoamericanas.

## Biografía
Nació en la ciudad de Buenos Aires el 5 de julio de 1955. En 1977 comienza a firmar con el seudónimo "Tarcus" sus primeros escritos publicados en revistas de cultura y política bajo la última dictadura militar argentina (1976-1983). Enseguida agrega su nombre de pila, con lo que "Tarcus" aparece como su apellido en todas sus obras posteriores, hasta la actualidad.
En 1996 obtuvo la Licenciatura en Historia en la Facultad de Filosofía y Letras (Universidad de Buenos Aires) y en 2002 el Doctorado en Historia en la Universidad Nacional de La Plata.
En 1998 fue cofundador del Centro de Documentación e Investigación de la Cultura de Izquierdas (CeDInCI), creado a partir de su biblioteca y archivo personal.
Es Investigador Principal del CONICET, y profesor en la Facultad de Ciencias Sociales (Universidad de Buenos Aires). Fue profesor de la carrera de Historia de la Escuela de Humanidades de la  Universidad Nacional de General San Martín. Asimismo, dictó seminarios de posgrado en diversas universidades de su país y del exterior (Universidad de París I, Universidad Blais-Pascal de Clermont-Ferrand, Universidad de Sao Paulo, Universidad de Santiago de Chile). 
Fue subdirector durante el año 2006 en la Biblioteca Nacional Mariano Moreno. Renunció al cargo en diciembre de ese año con una carta pública dirigida al Secretario Nacional de Cultura, José Nun, que generó un amplio debate sobre la función de las bibliotecas en la era digital.
Actualmente es director del Diccionario biográfico de las izquierdas latinoamericanas, de AméricaLee, el portal de revistas latinomericanas del CeDInCI, y de la "Biblioteca del Pensamiento Socialista" de la Editorial siglo XXI.

## Obras
Horacio Tarcus es el autor de obras que analizan el desarrollo de las ideas de izquierda en América Latina:
- Las revistas culturales latinoamericanas. Giro material, tramas intelectuales y redes revisteriles, Buenos Aires, Tren en Movimiento, 2020, 160 pp. ISBN 978-987-3789-74-8.
- Los exiliados románticos. Socialistas y masones en la formación de la Argentina moderna. 1853-1880. Vol. I. Francisco y Bilbao, Bartolomé Victory y Suárez, Buenos Aires, Fondo de Cultura Económica, 2020, 363 pp. ISBN 978-987-719-148-6.
- Los exiliados románticos. Socialistas y masones en la formación de la Argentina moderna. 1853-1880. Vol. II. Alejo Peyret, Serafín Álvarez, Buenos Aires, Fondo de Cultura Económica, 2020, 351 pp. ISBN 978-987-719-154-7
- La biblia del proletariado. Traductores y editores de El Capital (1ª edición). Buenos Aires: siglo XXI (Argentina). 2018. ISBN 978-987-629-854-4.
- El socialismo romántico en el Río de la Plata (1ª edición). Buenos Aires: Fondo de Cultura Económica (Argentina). 2016. ISBN 978-987-719-110-3.
- Diccionario biográfico de la izquierda argentina. De los anarquistas a la "nueva izquierda" (1870-1976) (1ª edición). Buenos Aires: Emecé Editores. 2007. ISBN 978-950-04-2914-6.
- Marx en la Argentina, sus primeros lectores obreros, intelectuales y científicos (1ª edición). Buenos Aires: Siglo XXI Editores Argentina. 2007. ISBN 978-987-1220-99-1. (2ª edición corregida y aumentada: 2012).
- Mariátegui en la Argentina o las políticas culturales de Samuel Glusberg (1ª edición). Buenos Aires: El Cielo por Asalto. 2001. ISBN 978-987-9035-21-4.
- El marxismo olvidado en la Argentina - Silvio Frondizi y Milcíades Peña (1ª edición). Buenos Aires: El Cielo por Asalto. 1996. ISBN 978-987-9035-09-2.

En coautoría:
- Fondo de Archivo José Ingenieros. Guia y catálogo. Coautores: Horacio Tarcus y Adriana Petra. Buenos Aires: UNSAM Edita. 2011. ISBN 978-987-1435-37-1.
- La inmigración alemana y la formación del movimiento obrero argentino. Antología del Vorwärts (1886-1901). Coautores: Horacio Tarcus, Sandra Carreras y Jessica Zeller. Buenos Aires: Instituto Iberoamericano de Berlín / CeDInCI. 2008. ISBN 978-987-22176-3-1.

Realizó varias compilaciones de escritos de pensadores contemporáneos:
- Karl Marx, El 18 Brumario de Luis Bonaparte, Buenos Aires, siglo XXI, 2023. Introducción y notas de Horacio Tarcus. ISBN 978-987-801-155-4.
- León Trotsky, La fuga de Siberia en un trineo de renos, Buenos Aires, siglo XXI, 2022, 125 p. Introducción y notas de Horacio Tarcus. ISBN 9789878011608.
- André Breton, León Trotski, Diego Rivera, Manifiesto por un arte revolucionario independiente, Buenos Aires, siglo XXI, 2019, 96 p. Prólogo de Michael Löwy. Estudio preliminar, edición y notas de Horacio Tarcus. ISBN 978-987-629-955-8.
- Primeros viajeros al país de los soviets. Crónicas porteñas 1920-1934. Horacio Tarcus (ed.) (1a. edición). Buenos Aires: Bibliotecas Buenos Aires. 2017. ISBN 978-987-1358-48-9.
- Manifiesto Comunista. Introducción de Eric Hobsbawm y notas de Horacio Tarcus (1a. edición). Buenos Aires: siglo XXI. 2017. ISBN 978-987-629-720-2.
- Karl Marx. Antología. Horacio Tarcus (edición, notas y estudio preliminar) (2ª edición). Buenos Aires: Siglo XXI. 2015. ISBN 978-987-629-531-4.
- Milcíades Peña, Historia del Pueblo Argentino. 1500-1955. Edición definitiva, Buenos Aires, Emecé, 2012, Introducción, edición y notas de Horacio Tarcus. ISBN 978-950-04-3440-9.
- Cartas de una hermandad. Leopoldo Lugones, Horacio Quiroga, Ezequiel Martínez Estrada, Luis Franco y Samuel Glusberg. Buenos Aires: Emecé. 2009. ISBN 978-950-04-3186-6.
- Michael Löwy / Horacio Tarcus (editores), Karel Kosik, La Crise des temps modernes. Dialectique de la moral, Paris, Les Éditions de la Passion, 2003, 255 p. ISBN 290622958X.
- Disparen sobre Foucault. Estudio preliminar de H. Tarcus y Roy Hora. Buenos Aires: El cielo por asalto. 1993. ISBN 978-987-99239-1-7.

Participó en obras colectivas como:
- El atlas de la Revolución Rusa - Historia crítica de la gesta que cambió el mundo (1ª edición). Buenos Aires: Capital Intelectual. 2017. ISBN 978-987-614-542-8. La obra reúne textos de Moshe Lewin, Enzo Traverso, Marc Ferro, Eric Hobsbawm, Ignacio Ramonet, entre otros.[10]
- Independencias iberoamericanas - Nuevos problemas y aproximaciones (1ª edición). Buenos Aires: Fondo de Cultura Económica (Argentina). 2015. ISBN 978-987-719-065-6. Capítulo XIV. La lectura alberdiana de Mayo y la historiografía marxista de Milcíades Peña.[11]

## Distinciones
En 2003 recibió la Beca Guggenheim, que le permitió concretar el proyecto de elaboración de un diccionario biográfico de dirigentes y personalidades de la vida sindical, política e intelectual argentina del siglo XX.
En diciembre de 2018 ganó el tercer Premio Nacional en la categoría Ensayo Histórico por su libro El socialismo romántico en el Río de la Plata, FCE, 2016.
En 2014 recibió el Premio Konex en el área Historia por su trayectoria durante la década 2004-2014.